# 咲花駅
咲花駅（さきはなえき）は、新潟県五泉市大字佐取（さどり）にある、東日本旅客鉄道（JR東日本）磐越西線の駅である。
阿賀野川左岸を臨む温泉地に位置している。駅名の由来は、その昔「先花地」と呼ばれ、湯の花が噴出していたところから温泉地が「咲花温泉」と命名され、その最寄り駅として命名された。

## 歴史
- 1961年（昭和36年）11月1日：日本国有鉄道の駅として開設[1][3][5]。旅客のみを取り扱う無人駅[6]。
- 1987年（昭和62年）4月1日：国鉄分割民営化により、JR東日本の駅となる[7]。
- 2014年（平成26年）
  - 2月10日：駅舎が改築される[8]。
  - 4月5日：駅舎のリニューアルオープンセレモニーが行われる[9]。

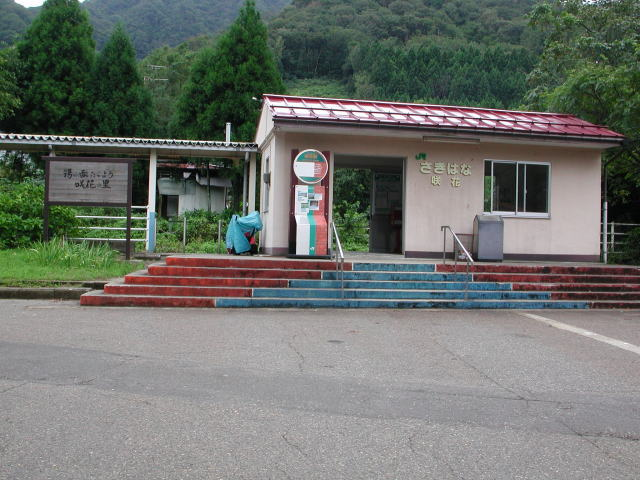
旧駅舎（2004年9月）

## 駅構造
新津駅管理の無人駅で、単式ホーム1面1線を有する地上駅である。ホーム北側に駅舎があり、待合室内に乗車駅証明書発行機（自動精算機対応）が設置されている。
新駅舎は、1階（ホーム上）に待合室、2階部分に展望台が設置された。また、水洗式トイレが駅前に設置されている。
待合室・展望台共に、夜間照明は人感センサによる自動点灯・消灯式になっている（駅正面・ホームは常時点灯）。

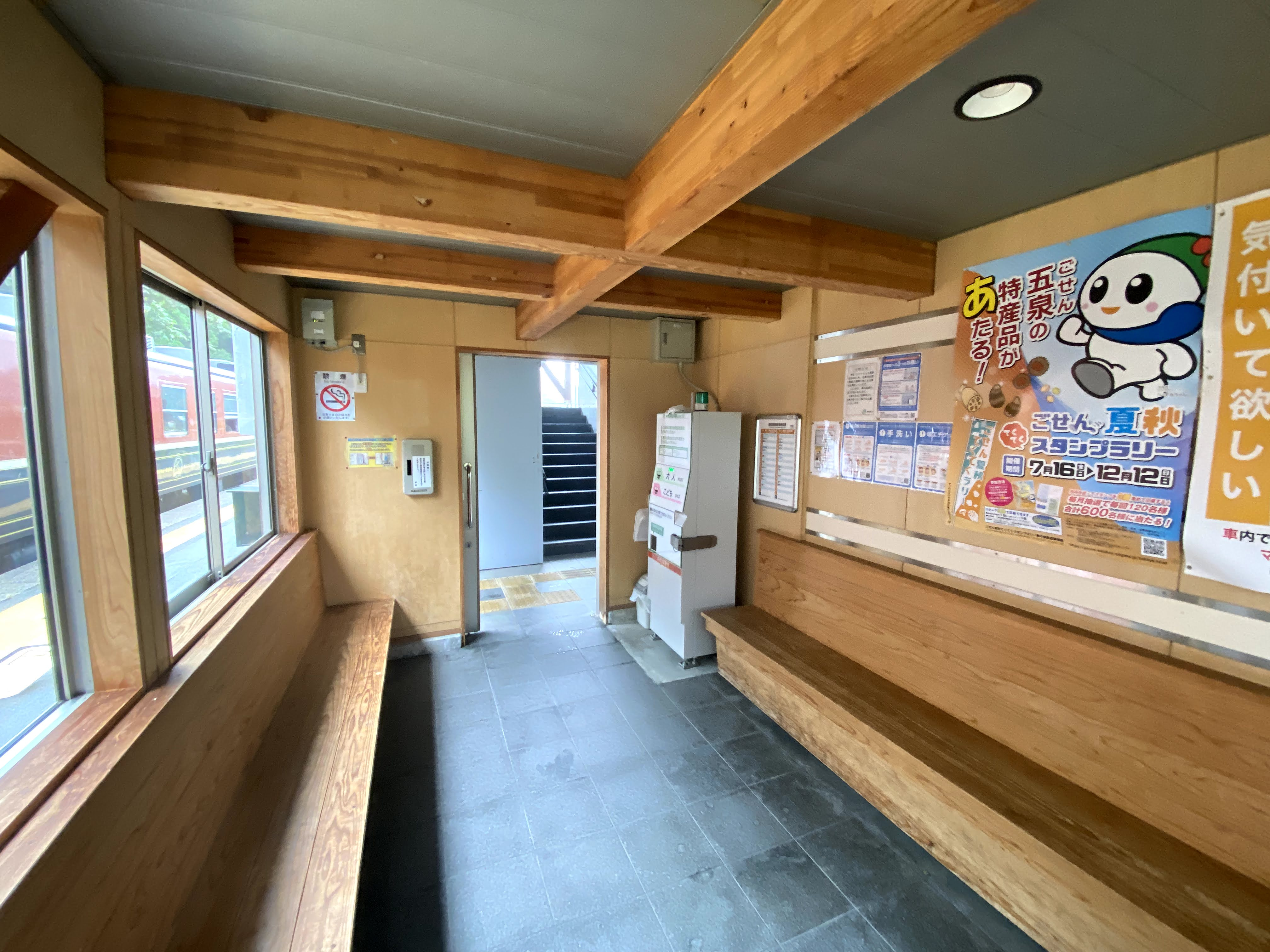
待合室（2021年8月）
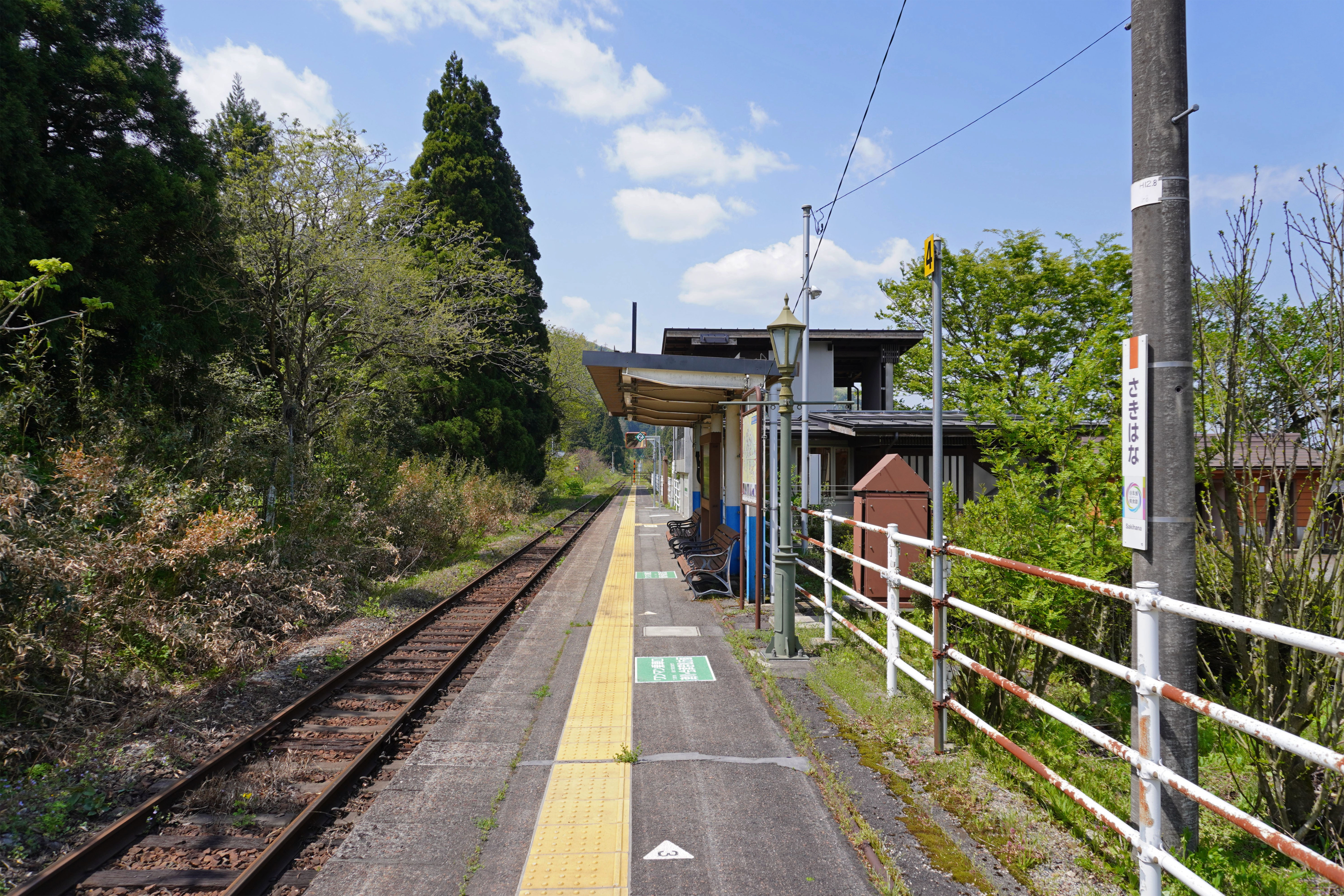
ホーム（2023年4月）

## 駅周辺

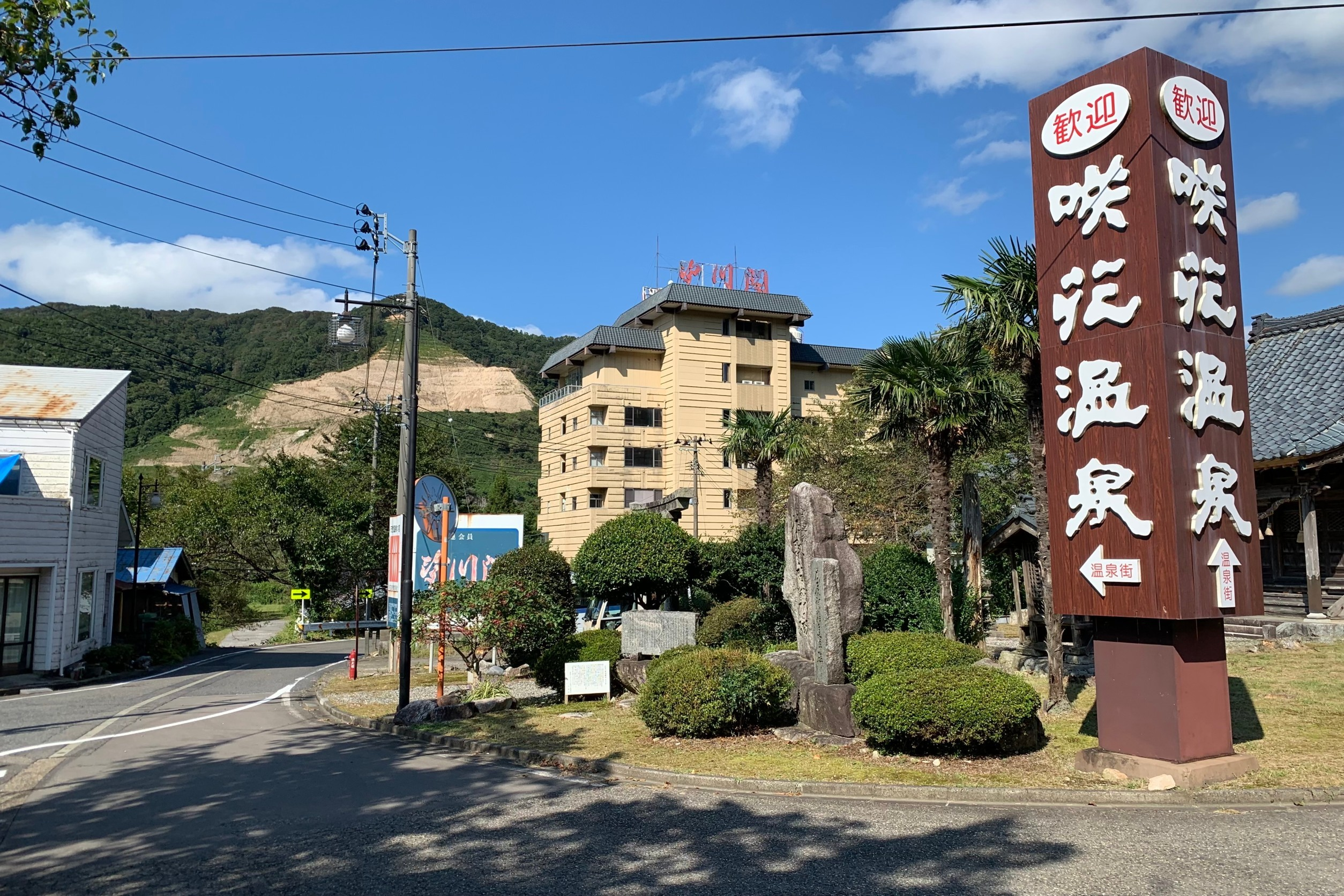
駅前風景。奥の道を行くと咲花温泉の温泉街が続く（2021年9月）

- 咲花温泉

### バス路線
周辺に定路線型のバス路線は存在しないが、五泉市全域をエリアとするデマンド交通「ごせん乗合タクシー さくら号」が利用できる。

## 隣の駅
東日本旅客鉄道（JR東日本）
■磐越西線
- 臨時快速「SLばんえつ物語」停車駅

■普通
東下条駅 - 咲花駅 - 馬下駅